# Кевії
«Кевії» (фр. Quevilly) — професійний французький футбольний клуб з міста Ле-Петі-Кевії. Виступає в Ліга 2. Домашні матчі проводить на стадіоні «Робер Дішон», який вміщує 12 018 глядачів.

## Історія
Футбольний клуб «Кевії» було засновано у 1902 році. Клубними кольорами команди стали жовтий та чорний кольори. У сезоні 1926-27 «Кевії» дійшов до фіналу Кубку Франції, де поступився марсельському «Олімпіку» з рахунком 0-3. У сезоні 1967-68 команда дійшла до півфінальної стадії розіграшу кубку і повторила це досягнення у сезоні сезоні 2009-10, коли поступилася в 1/2 фіналу «Парі Сен-Жермен» з рахунком 0-1. У розіграші кубку країни сезону 2011-12 «Кевії» повторив досягнення 1927 року, перемігши у півфіналі «Ренн» 2-1. У фіналі команда все ж програла ліонському «Олімпіку» з рахунком 0-1.
У квітні 2015 року «Кевії» об'єднався з «Руаном», утворивши клуб «Кевії-Руан» та зберігши своє місце у аматорському чемпіонаті Франції у сезоні 2015-16. Але це не було звичне пряме об'єднання, адже «Руан» не припинив існування.
У 2016 році «Кевії-Руан» зайняв перше місце у групі А дивізіону Насьйональ 2 і здобув право грати у дивізіоні Насьйональ у сезоні 2016-17, а вже у 2017 році клуб завоював путівку у Лігу 2 на сезон 2017-18.

## Досягнення
- Кубок Франції:
  - Фіналіст (2): 1926-27, 2011-12